# 131-я танковая дивизия (Италия)
131-я танковая дивизия «Чентауро» (итал. 131ª Divisione corazzata "Centauro") — танковая дивизия вооружённых сил Италии.

## История
131-я танковая дивизия «Чентауро» (итал. «Centauro», «Кентавр») была сформирована 20 апреля 1939 года на базе 1-й танковой бригады в Сиене. Состав дивизии на момент формирования:
- 31-й танковый полк (итал. 31º Reggimento carri)
  - 1-го (7-го), 2-го (8-го), 3-го (10-го) и 4-го (31-го) батальонов лёгких танков (итал. Battaglione carri L)
- 5-й берсальерский полк (итал. 5º Reggimento bersaglieri)
  - 22-й мотоциклетный батальон (итал. XXII Battaglione motociclisti)
  - 14-й и 24-й моторизованные батальоны (итал. Battaglione autoportato)
- 131-й бронеартиллерийский полк (итал. 131º Reggimento artiglieria corazzata)
  - 1-я, 2-я и 3-я группы (орудия 75/27)
- 131-й санитарный взвод (итал. 131ª Sezione sanità)
- 131-й взвод боепитания (итал. 131º Autoreparto)
- 79-й взвод карабинеров (итал. 79ª Sezione carabinieri)
- 80-й взвод карабинеров (итал. 80ª Sezione carabinieri)

Вторая мировая война застала дивизию в Албании. С октября 1940 года переброшена на Балканы, а затем в Грецию. После чего вернулась в Италию, где находилась с июня 1941 по август 1942 года.
В ноябре 1942 года основные части и подразделения дивизии были переброшены в Тунис (штаб дивизии, 31-й танковый полк и 5-й берсальерский полк). В Северной Африке дивизия воевала в Ливии и Тунисе, где понесла тяжёлые потери и поражения. 20 марта 1943 года позиции дивизии у города Гафса (Тунис) были атакованы 2-м армейским корпусом США (генерал-лейтенант Джордж Смит Паттон), в результате чего, дивизия была практически полностью уничтожена. Ей удалось удержать свои позиции в течение 12 дней, после чего 31 марта она была заменена на 21-ю танковую дивизию вермахта. Официально дивизия была расформирована в апреле 1943 года.
Остатки дивизии капитулировали на мысе Бон 14 мая 1943 года.
1 ноября 1959 года 131-я танковая дивизия воссоздана в Милане и подчинена 3-му армейскому корпусу (итал. 3º Corpo d'Armata). Расформирована в 1986 году в связи с реорганизацией вооружённых сил Италии. В 1959—1986 годах принимала участие в различных спасательных и полицейских операциях на территории Италии.

## Командиры
- генерал Джованни Мальи (итал. Giovanni Magli; лето 1940 — февраль 1941)
- генерал Пизолато (итал. Pizzolato; февраль 1941 — март 1942)
- генерал Джорджио Карло Кальви ди Берголо (итал. Carlo Calvi di Bergolo; март 1942 — апрель 1943)

## Награды и наименования
| Награда                | Дата           | За что получена  |
| ---------------------- | -------------- | ---------------- |
| «Чентауро» («кентавр») | 20 апреля 1939 | при формировании |

## Отличившиеся воины дивизии
| Награда                               | Ф. И. О.                                 | Должность                                                                                 | Звание | Дата награждения | Примечания           |
| ------------------------------------- | ---------------------------------------- | ----------------------------------------------------------------------------------------- | ------ | ---------------- | -------------------- |
| Золотая медаль «За воинскую доблесть» | Кракко, Джованни (итал. Giovanni Cracco) | заряжающий танка M14/41 8-й танковой роты 15-го танкового батальона 31-го танкового полка | капрал | 1943 (посмертно) | погиб 11 апреля 1943 |